# The Patchwork Girl of Oz
The Patchwork Girl of Oz de L. Frank Baum, é um livro infantil, o sétimo cuja ação transcorre na terra de Oz. O livro foi adaptado para o cinema em 1914, pelo próprio Baum, através de sua "Oz Film Manufacturing Company."

## Antecedentes e análises
Em referência a The Patchwork Girl of Oz, uma das cartas de Baum para seu editor, Sumner Britton, de Reilly & Britton , oferece uma visão incomum da maneira de Baum criar suas fantasias de Oz:
A mesma correspondência (23 a 19 de maio de 1912) discute o capítulo 21 deletado do livro, "The Garden of Meats". O texto do capítulo não sobreviveu, mas as ilustrações de Neill e suas legendas ainda existem. O capítulo apagado lidou com uma raça de pessoas vegetais comparável aos Mangaboos nos Capítulos 4-6 de Dorothy e o Feiticeiro em Oz . As pessoas de vegetais crescem o que Baum em outros lugares chama de "pessoas de carne", aparentemente por comida; As fotos de Neill mostram plantas com as cabeças de crianças humanas  sendo regadas por seus produtores. (Isto está relacionado temticamente com as plantas antropofágicas no Capítulo 10 da Patchwork Girl.) Frank Reilly escreveu com tato a Baum que o material não estava "em harmonia com suas outras histórias de fadas" e geraria "críticas adversas consideráveis". Baum viu seu ponto; o capítulo foi descartado. 
Pelo menos em um ponto de sua vida, Baum declarou que ele considerava The Patchwork Girl of Oz "um dos dois melhores livros da minha carreira", sendo o outro The Sea Fairies .  O livro foi um sucesso popular, vendendo apenas mais de 17.000 cópias - embora este fosse um pouco menor do que o total do livro anterior, The Emerald City of Oz, e marcou o início de uma tendência na queda das vendas para os livros Oz que não reverteria até The Tin Woodman of Oz em 1918.

## Adaptações
Baum também escreveu uma adaptação de palco musical do livro, por volta de 1913, com o compositor Louis F. Gotschalk, no entanto, este musical nunca foi encenado. Um trecho ocasionalmente foi realizado em várias convenções anuais do The International Wizard of Oz Club .
The Patchwork Girl of Oz é um filme mudo produzido em 1914 pela Oz Film Manufacturing Company . Foi baseado nolivro de L. Frank Baum do ano anterior, The Patchwork Girl of Oz . Foi relançado anos mais tarde como The Ragged Girl of Oz.
O filme de cinco rolos foi o primeiro produzido pela empresa de Baum. Foi dirigido por J. Farrell MacDonald e contou Violet MacMillan como Ojo , com Frank Moore como Unc Nunkie , e Fred Woodward triplicando papéis como o Woozy , Mewel a mula, e uma criatura misteriosa chamada Zoop . Harold Lloyd interpretou o Leão Covarde e um Tottenhot . O papel-título de Scraps foi preenchido pelo acrobata francês Pierre Couderc .
O filme foi concluído em julho de 1914 e distribuído pela Paramount Pictures, mas não foi um sucesso comercial. Seu fracasso impactou a distribuição dos filmes subsequentes da empresa Oz e levou ao colapso precoce da empresa.
Ele foi mencionado em uma edição de setembro do Moving Picture World, além de um anúncio que co-promove  The Magic Cloak of Oz  em uma pequena sinopse intitulada "Oz Company Will Release Through Paramount":
The Oz Film Company de Los Angeles, Califórnia, cujo primeiro lançamento é "The Patchwork Girl of Oz", assinou contratos com a Paramount Pictures para este e futuros projetos. The Patchwork Girl é bastante original e bem diferente de tudo o que foi produzido em filmes. É lançado em cinco partes e será lançado em 25 de setembro. Frank J. Baum , publicitário da Oz Company, esteve em Nova York na semana passada cuidando dos interesses da empresa.
EDITAR
COMENTÁRIOS (0) COMPARTILHAR
| Classificação IMDb |
| 5,7                |